# Grigorij Hrisztoforovics Zassz
Grigorij Hrisztoforovics Zassz (Григорий Христофорович Засс) (1797. április 29. – 1883. december 4.), orosz cári lovastiszt, az 1848–49-es forradalom és szabadságharc idején a cári intervenciós hadsereg tábornoka.

## Életpályája
1813-ban lépett be az orosz cári hadseregbe, és még ebben az évben kitüntette magát Lipcsénél. A napóleoni háborúkban a huszároknál és az ulánusoknál szolgált, 1815 után a vérteseknél és a dragonyosoknál. 1825-ben átkerült a gyalogsághoz, századosi rangban. 1829-ben őrnaggyá, majd rövidesen alezredessé léptették elő. 1832-ben a csecsenek ellen vívott harcban súlyosan megsebesült, és ezredessé lépett a ranglétrán. Egészen 1842-ig harcolt a Kaukázusban és 1840-ben ott lett vezérőrnagy.
1849-ben a III. hadtest elővédjének parancsnoka lett, de az elnevezés megtévesztő: az „elővéd” ereje felért egy magyar hadtestével. Az ő katonái voltak az elsők akik az intervenció előtt betörtek Magyarországra (május 16.), elsősorban azzal céllal, hogy magyar erőket vonjanak el a Vág-vonalról. Június közepén csatlakozott a III. hadtesthez. Július 6-án 7 lovasszázad és 2 löveg élén teljesen szétvert egy magyar gerilla csapatot Debrőnél. A július 17-én vívott váci csatában az általa vezetett elővédnek az lett volna a feladata, hogy szemmel tartsa Görgey seregét, amíg Paszkevics felvonultatja egész hadseregét. Ő azonban támadólag lépett fel, de a két magyar hadtest elsöprő tüzérségi fölényével szemben nem volt esélye. A küzdelem nagyrészt ágyúharcra korlátozódott, amelyben az oroszok 20 löveget és több száz lovat, valamint 3-400 embert veszítettek. A váci csata után leváltották az elővéd éléről, és egy önálló különítményt bíztak rá (2 lovasezredet, 1 kozákezredet és 8 löveget), amelyekkel Görgei seregét kellett megfigyelnie.
A szabadságharc után 1864-ben lovassági tábornokká léptették elő. Nyugállományba vonulásakor bárói rangra emelték. Unokáját Görgeynek, nagy ellenfelének tiszteletére Artúrnak kereszteltette.